# Surinaamse parlementsverkiezingen 2020/Kandidatenlijst/ABOP
Dit is de lijst van kandidaten voor de Surinaamse parlementsverkiezingen in 2020 van de ABOP. De verkiezingen vonden plaats op 25 mei 2020. De landelijke partijleider is Ronnie Brunswijk.
De onderstaande deelnemers kandideren op grond van het districten-evenredigheidsstelsel voor een zetel in De Nationale Assemblée. Elk district heeft een eigen lijsttrekker. Los van deze lijst vinden tegelijkertijd de verkiezingen van de ressortraden plaats. Daarvoor geldt het personenmeerderheidsstelsel. De kandidaten voor de ressortraden staan hieronder niet genoemd.

## Lijstverbindingen met PL
Tot de wijziging van de kieswet in 2019 was het mogelijk om een alliantie te vormen. Dit is een soort lijstverbinding waarbij de reststemmen van elke partij bij elkaar geteld tot een extra zetel kunnen leiden. Met ingang van de verkiezingen van 2020 zijn allianties niet meer toegestaan.
De Algemene Bevrijdings- en Ontwikkelingspartij (ABOP) en Pertjajah Luhur (PL) hebben een eigen vorm ontwikkeld, waardoor zij toch in zekere zin een alliantie vormen. De partijen stellen hun lijst in bepaalde districten open voor de ander, indien die daar geen grote achterban heeft.

## Lijsten
Hieronder volgen de kandidatenlijsten op alfabetische volgorde per district. De kandidaten op de lijstverbindingen met de PL zijn niet helemaal compleet.

### Brokopondo
1. Diana Pokie
2. Fogatie Aserie
3. Antucha Tuinfort

### Commewijne
Hier geldt een lijstverbinding op de PL-lijst
1. Ingrid Karta-Bink (PL)
2. Radjeshkumar Mahabiersing (ABOP)
3. Uraiqit Ramsaran (PL)
4. Evert Karto (PL)

### Coronie
Hier geldt een lijstverbinding op de ABOP-lijst
1. Lucenda Verwey (ABOP)
2. Arif Wirjosentono (PL)

### Marowijne
1. Ronnie Brunswijk
2. Marinus Bee
3. Geneviévre Jordan

### Nickerie
Hier geldt een lijstverbinding op de PL-lijst
1. Robertino Mangoenredjo (PL)
2. Ashwin Jagmohansingh (PL)
3. Moerseliem Sardha (PL)
4. Shailesh Hanoeman (ABOP)
5. Carlo Soemotinojo (PL)

### Para
Hier geldt een lijstverbinding op de ABOP-lijst
1. Ramon Koedemoesoe (ABOP)
2. Jo-ann Sampono (PL)
3. Marlène Joden (ABOP)

### Paramaribo
1. Edward Belfort
2. Edgar Sampie
3. Gilbêrt van Lierop
4. Kelvin Koniki
5. Humphrey Tobi
6. Fidelia Graand-Galon
7. Dihalu Deel
8. Ruben Ravenberg
9. Priscilla Dawsa
10. Stefanus Ligorie
11. Harish Monorath
12. Cyriel Clemens
13. Ingrid Bergstroom
14. Gordon Touw Ngie Tjouw
15. Ruth Beely
16. Marvin Abiansi
17. Regillio Pinas (Kater Karma)

### Saramacca
Hier geldt een lijstverbinding op de PL-lijst
1. Igwan Asmosentono (PL)
2. Harridatsingh Lumsden (ABOP)
3. Anandkoemar Banwarie (PL)

### Sipaliwini
1. Dinotha Vorswijk
2. Obed Kanapé
3. Renet Wahki

### Wanica
Hier geldt een lijstverbinding op de PL-lijst
1. Nasier Eskak (PL)
2. Stanley Betterson (ABOP)
3. Martha Djojoseparto (PL)
4. Sashvien Nirmal (PL)
5. Monica Anomtaroeno (PL)
6. Fifi Sarmo (PL)
7. Miquella Soemar-Huur (ABOP)

Kandidaten per partij: A20 · 
ABOP · 
BEP · 
DA'91 · 
DNW · 
DOE · 
HVB · 
NDP · 
NPS · 
PALU · 
PL · 
PRO/APS · 
SDU · 
SPA · 
STREI! · 
VHP · 
VVD
Kandidaten per district: Brokopondo · 
Commewijne · 
Coronie · 
Marowijne · 
Nickerie · 
Para · 
Paramaribo · 
Saramacca · 
Sipaliwini · 
Wanica